# Ielena Boïarkina
Ielena Pavlovna Boïarkina (en russe : Елена Павловна Бояркина) (née Pechekhonova le 22 mars 1988 à Toula) est joueuse de volley-ball russe. Elle mesure 1,79 m et joue au poste de passeuse. Elle totalise 22 sélections en équipe de Russie.

## Clubs
| Club                 | De        | À         |
| -------------------- | --------- | --------- |
| VK Toulitsa Toula    | 2003-2004 | 2003-2004 |
| VK Loutch Moscou     | 2004-2005 | 2005-2006 |
| Dinamo Moscou        | 2006-2007 | 2008-2009 |
| VK Tioumen           | 2009-2010 | 2010-2011 |
| Omitchka Omsk        | 2011-2012 | 2012-2013 |
| JVK Sakhaline        | 2013-2014 | 2013-2014 |
| Ienisseï Krasnoïarsk | 2014-2015 | 2014-2015 |
| VK Toulitsa Toula    | 2017-2018 | 2017-2018 |
| PSK Sakhaline        | 2018-2019 | 2018-2019 |
| VK Proton Saratov    | 2019-2020 | 2019-2020 |
| VK Toulitsa Toula    | 2020-2021 | …         |

## Palmarès

### Équipe nationale
- Championnat d'Europe des moins de 18 ans
  - Finaliste: 2005.
- Championnat du monde des moins de 18 ans
  - Finaliste: 2005.

### Clubs
- Championnat de Russie
  - Vainqueur : 2007.

### Distinctions individuelles
- Championnat du monde de volley-ball féminin des moins de 18 ans 2005: Meilleure passeuse.